# Alopecosa xinjiangensis
Alopecosa xinjiangensis là một loài nhện trong họ Lycosidae.
Loài này thuộc chi Alopecosa. Alopecosa xinjiangensis được Hu & Wu miêu tả năm 1989.